# Sia Figiel
Sia Figiel   (Matautu, 1967) és una escriptora samoana. És una de les escriptores més importants del seu país i ha guanyat el premi literari a la millor escriptora debutant de la Fundació Commonwealth.
Ha publicat The Girl in the Moon Circle, The Place Where We Come, Where we once belonged (2000) i They Who Do Not Grieve (2001).
L'any 1999 visità Catalunya, convidada per la Institució de les Lletres Catalanes.